# ポール・サルダ
ポール・ピエール・サルダ（Paul Pierre Sarda、1844年7月12日 - 1905年4月2日）は、明治時代にお雇い外国人として来日したフランスの建築家である。

## 経歴・人物
フランス南東部、ブーシュ＝デュ＝ローヌ県のアルルに生まれ。
エコール・サントラル・パリ卒業後、1873年（明治6年）日本政府の招聘により来日した。横須賀造船所のお雇いとなり、後に東京帝国大学（現在の東京大学）にて機械学の教鞭を執った。その後三菱会社に勤務し、1877年（明治10年）頃に横浜居留地で建築業を始めた。作品には、横浜フランス領事館、指路教会堂等があり、日本における建築物の文明開化に貢献した。また、同時期に石見銀山で技師を務めたとされている。
1905年（明治38年）横浜で死去し、横浜外国人墓地に葬られたとされる。なお、サルダと日本人女性との間には一人の息子がいたとされている。